# Maribel Guédez
Maribel Guédez (7 de febrero de 1962) es una política venezolana que sirvió como diputada de la Asamblea Nacional, por el circuito 1 del estado Barinas y el partido Un Nuevo Tiempo. Guédez militó en Un Nuevo Tiempo hasta 2018, cuando se unió al partido Prociudadanos.

## Carrera
Maribel egresó como socióloga de la Universidad de los Llanos con un doctorado en bienestar social, y gestión de la investigación y del desarrollo. Según el Instituto Venezolano de los Seguros Sociales, trabajó hasta 2014 para la Universidad Santa María de Caracas.
Fue electa como diputada por la Asamblea Nacional por el circuito 1 del estado Barinas en las elecciones parlamentarias de 2015 en representación de la Mesa de la Unidad Democrática (MUD), por el partido Un Nuevo Tiempo (UNT), para el periodo 2016-2021. Fue integrante de la Comisión Permanente de Política, Exterior Soberanía e Integración, y entre 2018 y 2019 sirvió como vicepresidenta de la Comisión de Ciencia y Tecnología. También formó parte de la Comisión Especial de Seguimiento a la Ayuda Humanitaria. Guédez militó en UNT hasta el 11 de abril de 2018, cuando Leocenis García anunció que se uniría al partido Prociudadanos.